# بيدرابوينا (سيوداد ريال)
بلدية بيدرابوينا (بالإسبانية: Piedrabuena)‏، هي إحدى بلديات مقاطعة سيوداد ريال إحدى مقاطعات إسبانيا، والتي تقع في منطقة قشتالة لا منتشا وسط إسبانيا.
يبلغ عدد سكانها 4.860 نسمة وفقاً لإحصائية سنة (2007).